# Brangas teucria
Brangas teucria is een vlinder uit de familie van de Lycaenidae. De wetenschappelijke naam van de soort werd als Thecla teucria in 1868 gepubliceerd door William Chapman Hewitson.